# Night of the Zoopocalypse
Night of the Zoopocalypse (titulada originalment com Night of the Zoombies) és una pel·lícula de comèdia de terror sobrenatural d'animació del 2025 dirigida pels artistes de guió  Ricardo Curtis i Rodrigo Pérez-Castro (que també van exercir com a supervisors de storyboard de la pel·lícula mentre que Perez-Castro va ser el seu supervisor de disseny), escrit per James Kee i el productor Steven Hoban; inspirat en un concepte d'un dels productors executius de la pel·lícula i creador de Hellraiser Clive Barker, basat lliurement en el seu relat curt inèdit "ZOOmbies". La pel·lícula segueix un grup d'animals supervivents en un zoològic que intenten sobreviure a un brot de zombis quan un virus extraterrestre transportat sobre un meteor converteix diverses criatures del zoo en zombis mutants babosos.
Es va estrenar al LVII Festival Internacional de Cinema Fantàstic de Catalunya el 7 d'octubre de 2024, després d'estrenar-se a França per Apollo Films el 29 de gener de 2025, i als Estats Units i el Canadà per Viva Kids i Elevation Pictures el 7 de març de 2025, mentre va rebre crítiques positives.

## Argument
A l'enorme zoo/parc d'atraccions Colepepper Zoo, la Gracie, una jove lloba, viu amb la seva manada i la seva paranoica àvia Abigale. L'Abigale prepara el paquet i els entrena per a un "desastre" proper i a no confiar mai en els altres animals del zoològic, sobretot quan un nou animal és transportat a un recinte proper quan el zoo es tanca.
A l'espai, un meteorit s'estavella contra un satèl·lit mentre una part carregada d'ell s'estavella al zoo a través del cau del llop, el recinte del nou animal i al zoològic "Kuddle Korner", on un curiós conillet se'l menja i s'infecta amb un virus alienígena, incubant-lo en una beina porpra. Gràcies al dany causat pel meteor, la Gracie s'escapa del seu recinte i investiga la beina del graner, només que un braç semblant a una goma en emergeix i intenta agafar-la. Ella escapa, només per trobar-se en Dan, un puma salvatge i el nou animal, i tots dos són tranquil·litzats per un cuidador del zoològic que els posa a l'estació veterinaria abans de sortir del zoo, sense saber la situació.
Mentrestant, la beina del graner s'obre per revelar que el conillet es converteix en una "Bèstia de xiclet"; un zombi mutant grotesc i indestructible, semblant a una goma, capaç de sobreviure fins i tot quan es desmembra. A continuació, passa a infectar els altres animals mossegant-los mentre surten del graner per infectar gairebé tots els animals del zoològic a part de Gracie i Dan, juntament amb altres quatre animals; Xavier, un lèmur de collar vermell que es lesiona constantment i fingeix una malaltia per ser portat a l'oficina veterinària per veure pel·lícules a la nit, Felix, un nassut pompós, autosuficient i arrogant, Frida, un capibara enèrgic, i Ash, un estruç sarcàstic.
Després de gairebé ser atacat per un goril·la infectat anomenat Fred que Felix va deixar enrere per salvar-se, l'equip es divideix mentre en Felix, la Frida, l'Ash i el Xavier s'escapa de la sala i finalment arriben a la botiga de regals per barricar-se mentre Gracie fa un tracte amb Dan per donar-li la clau del zoo per deixar-lo escapar de nou a la natura si l'acompanya fins al seu paquet i recinte. Després d'escapar de més de les bèsties goma, inclòs el conill infectat original, anomenat Bunny Zero, Gracie i Dan troben l'únic animal no infectat que queda; un hipopòtam nan jove anomenat Poot en un pou de boles que la Gracie fa que s'uneixi a ells amb la seva promesa d'ella i Dan es menjaran Poot si tenen gana. Tanmateix, en arribar al recinte dels llops, la Gracie s'horroritza de veure que tota la seva manada s'han convertit en bèsties de goma.
Una Gracie descoratjada discuteix amb Dan abans que els altres accionin accidentalment les atraccions de la botiga de regals i el duet sigui atacat per una horda de bèsties de goma. Quan Gracie i Dan acaben decapitant el Fred infectat al telefèric, Felix abandona els altres per aconseguir la clau per escapar, deixant la porta oberta per permetre, sense voler, que un cangur infectat i la seva cria els ataquen mentre Gracie, Dan i Poot, que s'han trobat cara a cara amb Fred, que s'ha fusionat amb una girafa en un monstre retorçat que té la clau enganxada a la cama. Durant la baralla, Dan s'infecta i ataca a Gracie abans que caiguin a l'oficina de seguretat. Allà, en el caos assegurador, Dan cau en una pica plena d'aigua i sabó i, per sorpresa de Gracie, sembla que s'ha curat amb el sabó. Volent salvar el zoològic, la Gracie i el Dan s'enfronten de nou mentre Dan se'n va amb la clau després de ser titllat de covard.
A la botiga de regals, Gracie i Poot reuneixen a Ash, Frida i Xavier (que van sobreviure a l'atac del cangur) per curar les bèsties de goma mentre en Fèlix roba la clau a Dan, només per ser arrossegat per granotes d'arbre infectades i rescatat per Dan (tot i que, només ho va fer per recuperar la clau). Félix intenta convèncer Dan perquè s'apropi a la natura, provocant que Dan canviï d'opinió i deixi a Félix la clau per salvar els seus amics, aquest últim intenta escapar i gairebé ho aconsegueix, només per ser embrutat i infectat per les granotes arborícoles. La Gracie i els altres aconsegueixen atraure en Bunny Zero i les bèsties de goma a un recinte, utilitzant un elefant infectat per enderrocar una torre d'aigua i amb l'ajuda d'en Dan, omplir el fossat del recinte per curar-los a tots. Tanmateix, es revela que totes les bèsties de goma s'han combinat en un gran monstre amalgamat, amb Bunny Zero al control, i absorbeix i infecta els altres.
Amb Dan i Gracie els únics que queden, el monstre intenta escapar del zoològic i causar estralls al món abans que el Poot infectat, després d'haver caigut, activi una bola de neu a la botiga de regals destruïda i torni a la normalitat. La Gracie recorda que la ràdio estava encesa durant l'enfrontament anterior i s'adona que la música és la cura per al virus i no aigua i sabó com pensava abans. Abans que poguessin actuar, en Dan s'absorbeix per l'amalgama, deixant a la Gracie per forçar la torre del rellotge al mig del zoo a les 7 en punt i iniciar la cançó mentre Poot distreu el monstre. La Gracie ho aconsegueix just abans de ser atacada pel Felix infectat i els animals alliberats s'uneixen cantant mentre tots els animals, inclòs el Bunny Zero, tornen a la normalitat.
Amb els retrobaments i noves amistats forjades, Dan abandona el zoològic i torna a la natura, però deixa la clau a Gracie per si decideix unir-se a ell, ja que aviat torna a la seva manada i als seus nous amics.

## Repartiment
- Gabbi Kosmidis com a Gracie, una jove peculiar lloba que està carregada per la seva vida al zoològic i la líder dels supervivents.[3]
- David Harbour om a Dan, un puma malhumorat que està decidit a tornar a la natura i es resisteix a confiar en els altres supervivents a part de la Gracie.
- Scott Thompson com a Ash, un estruç sarcàstic.
- Paul Sun-Hyung Lee com a Félix, un nassut egoista que creu que és el líder dels supervivents.
- Pierre Simpson com a Xavier, un lèmur de collar vermell obsessionat per les pel·lícules que sovint actua com si fos conscient que és a la pel·lícula.
- Heather Loreto com a Frida, una capibara ardent.
- Kyle Derek com a Fred, un goril·la de les planes occidental que viu a la casa dels micos amb en Felix. Més tard és infectat pels mutants.
- Christina Nova com a Poot, un nadó hipopòtam nan que gairebé no és conscient de la situació i del perill que representen els mutants.
- Bryn McAuley com a Bunny Zero, un conill que, després de menjar-se accidentalment el meteorit, es converteix en el líder trastornat dels mutants.
- Carolyn Scott com a Gramma Abigale, un vell llop i àvia paranoica de Gracie que sempre divaga sobre alguna cosa dolenta. Més tard és infectada pels mutants.
  - Scott també fa la veu al locutor del zoològic de Colepepper quan és l'hora de tancament del zoo.

## Producció
A la primavera de 2014, la idea original de Clive Barker va ser més madura com a novel·la gràfica i seguiria a un nen que queda atrapat en un zoològic durant un brot de zombis. Quan la idea va ser traslladada a la funció d'animació per Copperheart Entertainment, la història va canviar per centrar-se en l'aspecte de la versió final i centrant-se en un llop i un puma treballant junts per evitar que un virus infectés els animals del zoo en mutants de goma, fent que els animals zombis s'estilitzin menys madurs per fer-los no morts mentre equilibra l'humor familiar de la pel·lícula. El 2015, Steven Hoban va anunciar que el conte de Clive Barker "ZOOmbies" s'havia optat per a un llargmetratge.

### Animació i disseny
La pel·lícula havia de ser animada inicialment per Tangent Animation i Mac Guff sota el seu títol original Night of the Zoombies; tanmateix, amb Mac Guff encara intacte, la producció es va traslladar a L'Atelier Animation després del tancament de l'estudi el 3 d'agost de 2021. El guió i la preproducció es van oferir a House of Cool mentre que el disseny dels personatges va ser proporcionat per Hadi Tabasi. Durant la producció, es va optar per donar només a alguns dels animals una textura de pell realista com a decisió creativa per mostrar la diferència entre els personatges mutants i normals, així com una manera de reduir costos. També es va optar per donar a la pel·lícula una estètica de pel·lícula de terror de baix pressupost, que es va aconseguir mitjançant l'ús de la il·luminació i la boira.

## Música
Dan Levy va ser contractat per compondre la partitura de la pel·lícula. La banda sonora es va estrenar el 29 de gener de 2025, durant l'estrena de la pel·lícula a França.
S'inclouen a la banda sonora dues versions d'una cançó original de la pel·lícula, "Goodbye", que va ser composta per Levy i Yorina Bosco amb lletra de George Axon, Ed Roth i l'escriptor i productor de cinema Steven Hoban.

## Llançament
Night of the Zoopocalypse es va estrenar al LVII Festival Internacional de Cinema Fantàstic de Catalunya el 7 d'octubre de 2024, i es va estrenar als Estats Units i el Canadà per Viva Kids i Elevation Pictures el 7 de març de 2025. El febrer de 2025, abans de l'estrena de la pel·lícula als Estats Units, Viva Kids va anunciar una distribució al Regne Unit de Cantilever Media, sota Kazoo Films, després de la seva reeixida associació d'una de les seves pel·lícules, The Amazing Maurice (2022), i estarà als cinemes del Regne Unit en una estrena de Halloween aquest any. La pel·lícula es va publicar digitalment el 4 d'abril de 2025 un mes després de l'estrena de la pel·lícula.

## Recepció
La pel·lícula va rebre una puntuació del 96% de més de 26 crítiques a Rotten Tomatoes. El consens dels crítics diu: "Night of the Zoopocalypse enfila deliciosament l'agulla com una introducció a l'horror apta per als nens, oferint una quantitat suau de bons ensurts mentre enlluerna l'ull amb els seus tons de neó."